# دائرة مغلقة

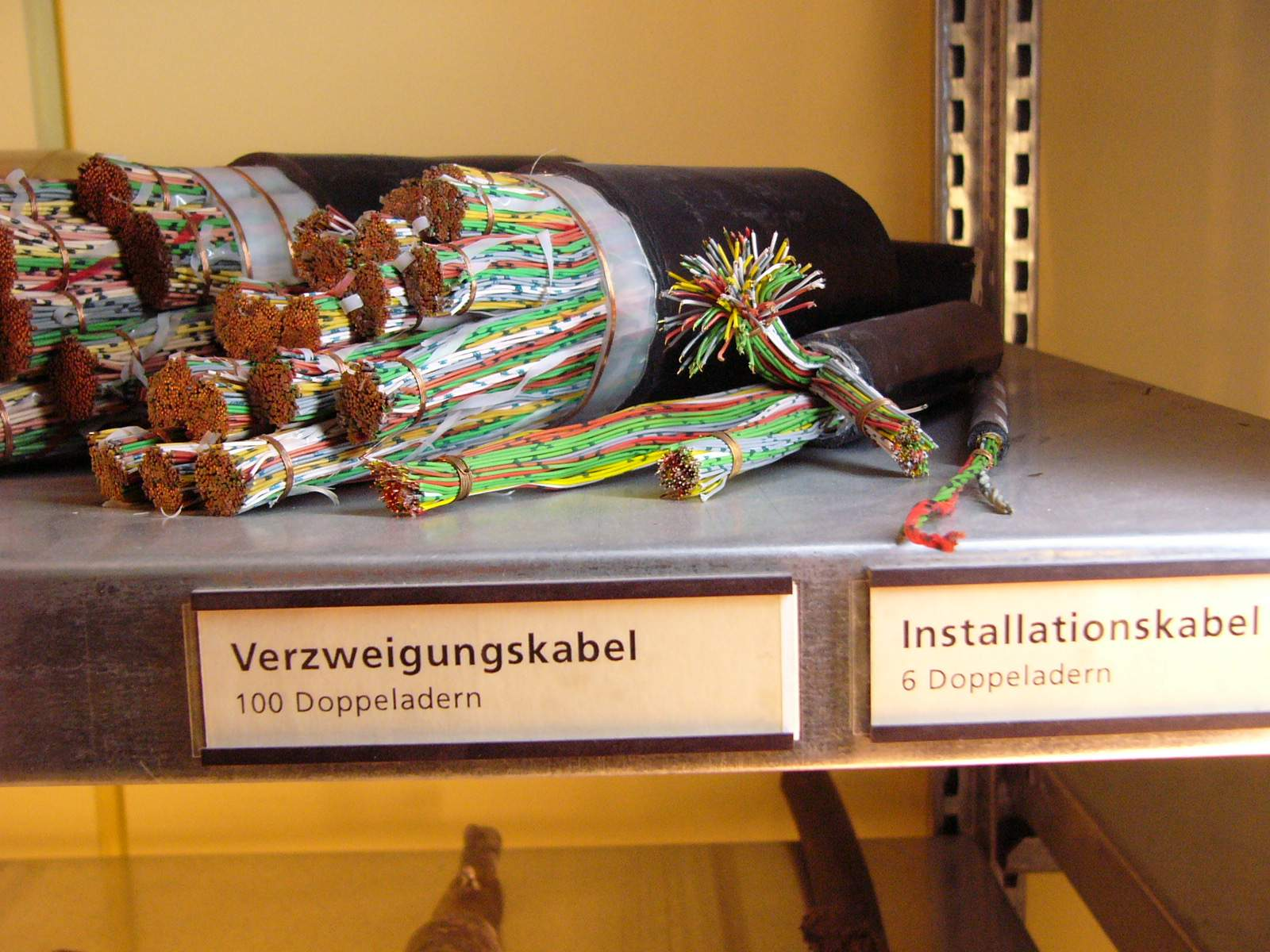

دائرة مغلقة (بالإنجليزية: local loop)‏: في علم الاتصالات، هي الخط الرابط بين الزبون/المشترك وبين مزود الخدمة (شركة الاتصالات).